# Indemnités journalières de sécurité sociale
 (juillet 2023).
Les indemnités journalières de sécurité sociale (IJSS) sont, en France, les indemnités versées par l’assurance maladie sous conditions afin de compenser les pertes de revenu consécutives à un arrêt de travail.

## Historique
En 1930, les indemnités journalières de sécurité sociale (IJSS) sont créées en France, dans le cadre de la loi du 11 avril 1930 sur les assurances sociales. En 1953, les IJSS sont fusionnées avec les indemnités journalières de maladie pour former les indemnités journalières de sécurité sociale (IJSS).

## Conditions à remplir
Pour en bénéficier, il faut être affilié à la sécurité sociale, avoir travaillé au moins 1225 h au cours des 12 derniers mois et bénéficier d'un arrêt de travail d'au moins 3 jours consécutifs. Les IJSS ne sont versés qu’à partir du 4e jour d’arrêt. Les 3 jours non indemnisés constituent le « délai de carence » de l’assurance maladie.

## Calcul des indemnités
Le calcul des IJSS est déterminé en fonction du salaire journalier de base (SJB) du bénéficiaire. Le SJB est égal au salaire brut perçu au cours des 3 mois précédant l'arrêt de travail, divisé par 91,25. Le montant des IJSS est de 50 % du SJB plafonné chaque année en fonction du SMIC. Depuis le 1er mai 2023, le montant maximal des IJSS est de 51,70 € brut.
Au 1er avril 2025, le montant maximal des IJSS sera de 41,47 € brut contre 51,70 € précédemment en lien avec le nouveau budget de la Sécurité Sociale voté par l'article 49 alinéa 3 de la constitution de la Cinquième République française.
Le taux maximum étant calculé auparavant avec 1,8 fois le SMIC contre de 1,4 fois au 1er avril 2025.